# Готська єпархія

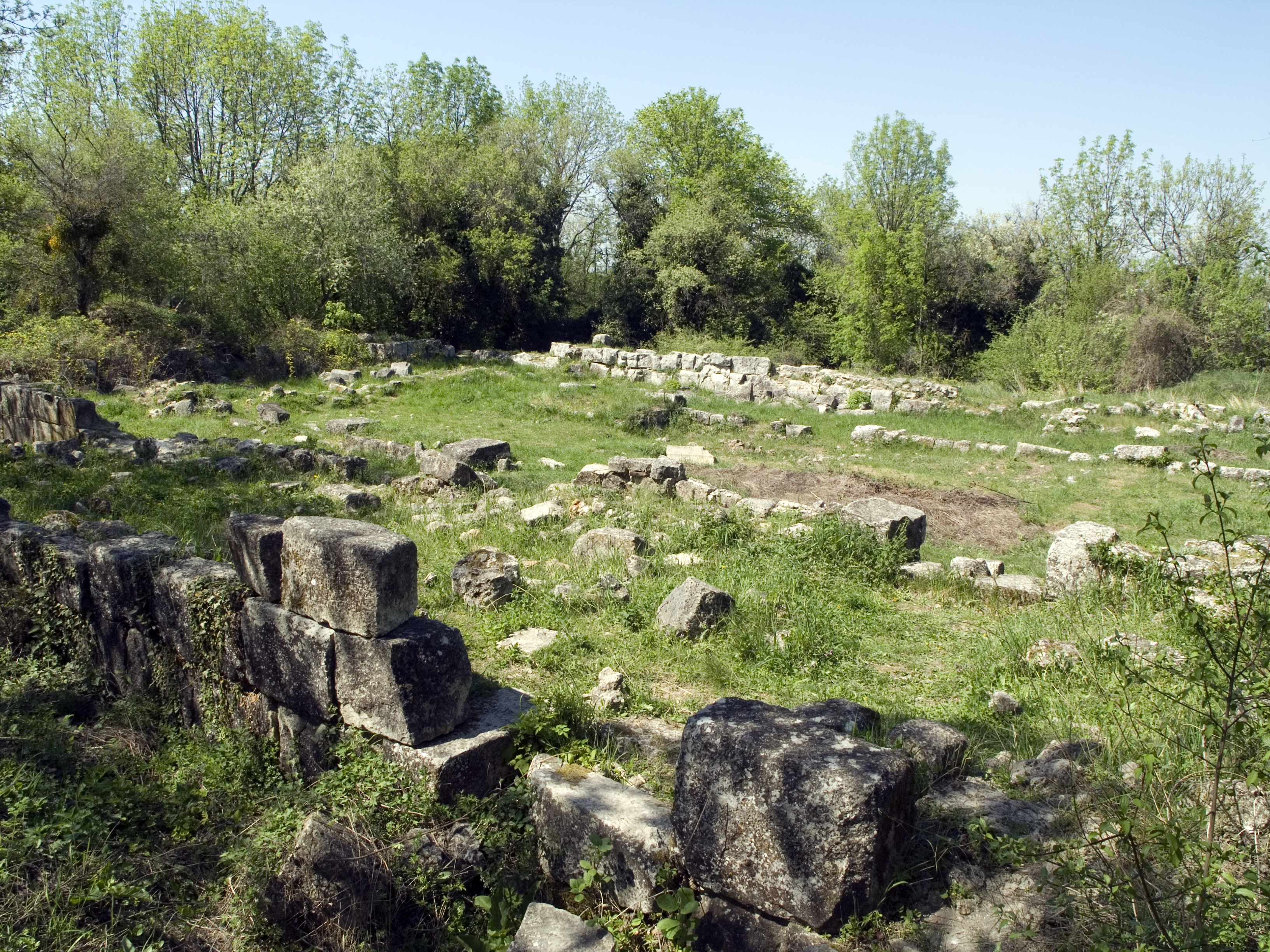
Мангуп. Руїни Великої базиліки.

Го́тська єпархія — стародавня православна єпархія Константинопольського патріархату в Криму з центром у Мангупі (Дорос). Існувала з середини VIII століття, була ліквідована в 80-х роках XVIII століття внаслідок переселення християн з Криму до Північного Приазов'я за рішенням уряду Катерини II, прийнятого у 1778 році. Свою назву єпархія отримала на ім'я готів — народу, який вторгся в другій половині III століття до Криму і згодом прийняв християнство.
Готські племена, що проникли в другій половині III століття на Кримський півострів, робили часті набіги на причорноморські міста Римської імперії, добираючись до внутрішніх областей імперії і захоплюючи полонених. Созомен повідомляє, що багато священиків, яких брали в полон, жили між варварів і являючи чудеса іменем Христовим, даючи приклад богоугодного життя, залучали варварів до прийняття християнства: «Майже всі варвари прийняли християнство під час воєн римлян з іноплемінниками в царювання Галена та його правонаступників». Василь Великий, єпископ Кесарії в Каппадокії, в листі єпископу Фессалонік Асхолію в 373 році повідомляє про якогось Євтиха, який поширював християнство серед кримських готів.
У VI столітті, за імператора Юстиніана Великого, в Доросі була побудована одна нефна базиліка, яка згодом стала кафедральним храмом. У пізній час базиліка була розширена до тринефної.

## Ранній період
Відомо, що Іван Златоуст у своє патріаршество (398—404 рр.) висвятив для кримських готів єпископа Унілу. Однак навряд чи це стосується Готської єпархії з центром у Доросі — Феодоро — Мангупі. У 404 році Уніла помер, і правитель готовий вже у наступника святого Іоанна Золотоуста, за інтригами імператриці Євдоксії засланого до Колхіди, просить поставити єпископа. Побоюючись, що єпископську кафедру займе негідна людина, святитель пише своїм прихильникам про необхідність затримати посольство, посилаючись на важкі умови зимової подорожі до Боспору. Іншими словами, Уніла був єпископом Боспора, який був у цей час під владою готів.
Ще наприкінці VII століття єпископ Херсона підписує постанови Трульського собору (692 рік) як єпископ Херсона Дорантського (επίσκοπος Χερσώος τής Δόραντος), що дозволяє припустити, що готи міста Дорі, столиці Готії, у цей час окормлялися Херсонським єпископом. Сучасні дослідники висувають різні дати утворення Готської єпархії — між 692 і 754 роком, наприкінці VIII — на початку IX століття або наприкінці IX — на початку Х століття.
Перша згадка єпископа Готського відноситься до 754 року. Це невідомий на ім'я єпископ Готський, який підписав орос іконоборчого собору. Житіє Іоанна Готського повідомляє, що єпископ іконоборець волею імператора був зведений на кафедру митрополії Гераклеї Фракійської, а на його місце жителями Готії було обрано прихильника іконопочитання Іоанна. Не маючи можливості постачання в Константинополі, Іоанн вирушає до Мцхети, до грузинського католикоса на постанову.
Представник Готського єпископа інок Кирило бере участь у VII Вселенському Соборі та підписує його орос (787 рік). Однак він підписався, як представник готського єпископа Микити (1-е та 3-тє засідання) і в одному випадку (4-е засідання) єпископом Готським названо Іваном (μοναχός καί έκ Ίωάννον.
Ще більше заплутує питання так звана нотиція Де Боора (У Ж. Даррузіса Notitia № 3), в якій на 37-му місці серед митрополій значиться Готська (Дороська). Де Боор відносить цю нотицію до кінця VIII — початку IX ст. Величезна митрополія включає 7 єпископій і розташовується на величезній території аж до Ітіля (на нар. Волзі). Усі перелічені єпархії перебувають у землях Хазарського каганату. Однак у наступних нотиціях до X століття Готська єпархія не згадується. На думку В. Мошина Готська митрополія була створена з місіонерською метою, але проект успіху не мав, і вона була скасована. Знову у списках вона з'являється лише на початку X століття як автокефальна архієпископія і значиться на 44 місці після архієпископії Боспора.

## Готська митрополія
Наприкінці XIII століття за імператора Андроніка II Готська архієпископія, поряд з іншими автокефальними архієпископіями, була зведена в ранг митрополії. На Константинопольському соборі 1292 року Готський владика Софроній був присутнім вже у сані митрополита.
У 1317 році патріарх Іоан XIII Гліка втрутився в позов за парафії Готської та Сугдейської єпархій. Наприкінці XIV століття відома суперечка про належність парафій між Херсонською, з одного боку, і Готською та Сугдейською, з іншого. Херсонський митрополит заявив свої права на низку парафій, які він назвав своїми споконвічними територіями. До спірних територій належала і батьківщина Іоанна Готського Партеніт. У тяжбі за парафії при двох Константинопольських патріархах Макарії та Нілі далася взнаки, можливо, політична складова. Патріарх Макарій діяльно підтримав претензії херсонського владики, а поставлений після його повалення патріарх Ніл схилився у бік його супротивників, втім, закликаючи до ласки щодо зубожілої Херсонської кафедри. Готський митрополит Феодосій виявив стягнуту патріархом милість і поступився Херсонському владиці у суперечці. Тієї ж грамотою під управління митрополита Антонія передавалася і ставропігія патріарха Константинопольського Яліта зі збереженням на неї патріарших прав. Тобто митрополит Готський став і екзархом Яліти. Митрополит Феодосій помер у березні 1386 року. Наступним Готським королем став Антоній.
До 1427 спірні парафії виявилися знову під омофором Готського митрополита. У середині XV століття була скасована і ослабла разом зі своїм єпархіальним центром Херсонська єпархія, парафії якої опинилися у складі сусідніх Готської та Сугдейської єпархій. Незабаром була приєднана Сугдейська єпархія.

## Під турецьким пануванням
У 1475 році після тривалої облоги від військ турків-османів впав Мангуп. Падіння останнього оплоту князівства Феодоро, що колись процвітало, супроводжувалося знищенням місцевої знаті.
Відомо, що османський уряд загалом цілком терпимо ставилося до іновірців, і вони, дотримуючись певних обмежень, могли продовжувати богослужіння. Ієрархія ж, у цьому випадку Православна, вбудовувалась у загальну систему управління імперії. Константинопольський патріарх, по суті, став етнархом для всіх християн.
Згадки про Готських ієрархів відновлюються в останній чверті XVI ст. Якийсь поважний ієрарх згадується у посла Стефана Баторія Броневського. У 1587 році архієреєм Готським був Констанцій, при якому було закладено церкву в селі Бія-Сала. У цей час, очевидно, інші кримські єпархії вже не існують, а їхні парафії підпорядковані митрополиту Готському.
У 1635 році митрополит Серафим повідомляв царя Михайла про руйнування татарами Георгіївського монастиря.
Починаючи з 1639 року завдяки документу кримськотатарською мовою «Повідомлення про митрополитів, що прийшли в Крим», опублікованому Ф. Хартахаєм, відомі імена та час правління готських митрополитів. Це:
- Анфім — у 1639 р.;
- Давид — з 21 жовтня 1652;
- Мефодій — з 15 листопада 1673;
- Неофіт — з 13 травня 1680;
- Макарій — з 21 червня 1707;
- Парфеній — з 23 грудня 1710;
- Гедеон — з 25 листопада 1725 р.

## Митрополія Готії та Кафи
У 1678 році остання єпархія Криму, митрополія Кафи, була приєднана до Готської митрополії. Нова митрополія отримала назву Готської та Кафської (або Готська та Кефайська).
Відоме ім'я митрополита Готії та Кафи Парфенія, згадуваного у 1721 році. Після нього кафедру займав митрополит Гедеон, резиденція якого розташовувалася в Успенському скиті поблизу селища Маріамполь під Бахчисараєм.
Близько 1750 року Гребенські козаки, що жили на території контрольованої кримським ханом, просили турецького султана поставити їм свого єпископа. На вимогу султана митрополит Гедеон поставив єпископом Кубанським і Терським ченця Феодосія. Таким чином з'явилася нова єпархія. Однак у 1755 році Феодосій разом із козаками-некрасівцями перебрався до Добруджі, і, мабуть, Кубанська та Терська єпархія припинила своє існування.
Фірман султана Мустафи 1759 року містить перелік міст, що знаходяться під омофором Готського митрополита. Названі Мангуп, Кафа, Балаклава, Судак та Азов. Фірман давав митрополії достатні пільги та гарантії, проте життя відрізнялося від написаного на папері: турецькі чиновники традиційно зловживали своєю владою, а утиски християнської «райї» увійшли у звичай з часу підкорення османами.
Однак головною причиною падіння життя серед кримських християн були не гоніння, хвилю яких вони стійко пережили в перші роки завоювання, а загальний побут з мусульманським населенням. Втративши панівне становище на півострові, кримські християни поступово втрачали свою культуру, мову, змішуючись із мусульманським населенням. Як пише архімандрит Арсеній, наприкінці XVIII століття митрополит Ігнатій змушений був вимовляти проповіді кримськотатарською мовою. Крім того, багато християн, спокусившись кращим становищем мусульман у мусульманській країні, приймали іслам. До цього варто додати повну відсутність будь-якої системи освіти. Починаючи з XVII століття, всі митрополити були надіслані з імперії, серед місцевих же не було достатньо освічених для виконання цієї ролі. «Тягісні податі та податки, беззахисність перед свавіллям, нападами та грабежами з боку панівного народонаселення майже зрівнювали становище християн зі становищем худоби. Про захист з боку свого церковного уряду не могло бути й мови: він сам був беззахисний».
Митрополит Гедеон помер 1769 року. У квітні 1771 року на його місце з архіпелагу прибув митрополит Ігнатій. На цей момент йому вже було понад 60 років. Його прибуття в митрополію збіглося з розпалом чергової російсько-турецької війни. Османська влада, підозрюючи в християнах прихильників свого ворога, посилила переслідування їх. Дійшло до того, що митрополит змушений був ховатись від своїх переслідувачів.

## Переселення у Приазов'ї
Кінець існування Готської єпархії поклало переселення християн із Криму до Північного Приазов'я на чолі з митрополитом Ігнатієм. Ініціатором переселення був російський уряд. 16 червня 1778 на ім'я імператриці Катерини II було "подано клопотання " кримських християн з проханням про переселення на територію Російської імперії. Причиною, названою у документі, були постійні утиски християнського населення із боку мусульман. 21 травня 1779 року на ім'я митрополита Ігнатія було відправлено найвищу грамоту з пожалуванням земель у Північному Приазов'ї. Ігнатій приймався в колишньому сані, як митрополит Готії та Кафи (або, як у документі, Готфейський та Кефайський) з підпорядкуванням безпосередньо Синоду.
Як пише грецький історик XIX століття Феоктист Хартахай, деякі кримські татари, дізнавшись про пільги, даровані найвищою волею переселенцям, приймали християнство і вирушали на нове місце проживання.
Переселення відбулося наприкінці 1779 року. Загалом залишило Крим понад 31 тис. осіб християнського населення, серед яких були і християни вірмени разом із архімандритом Петром Маргосом, і католики з пастором Якобом. Прибуття кримських християн у Приазов'ї започаткувало місто, назване аналогічно останньому єпархіальному центру митрополії — Маріамполь або Маріуполь. Землі, виділені вірменським переселенцям, розташовувалися на схід, у Таганрозькому градоначальництві та в районі сучасного міста Ростов-на-Дону.
Значна частина кримських християн залишилася на батьківщині. Однак багато православних парафій виявилися покинутими. Хан Шагін-Ґерай, становище якого серед його підданих після переселення християн похитнулося, фактично змусив грецького священика Костянтиноса Спіранда, який опинився в Криму в 1781 році, відновити богослужіння в Успенському скиту поблизу Бахчисараю. О. Костянтинос відновив богослужіння у Мангуші у церкві св. Феодора та в храмі Богоматері в Бахчисараї.
Митрополит Ігнатій помер 16 лютого 1786 року. Після смерті останнього Готського митрополита його паства була приєднана до Слов'янської єпархії.